# Мустафаев, Теймур Агахан оглы
Теймур Агахан оглы Мустафаев (азерб. Mustafayev Teymur Ağaxan oğlu; 10 апреля 1939, Алар, Астрахан-Базарский район — 11 июня 2020, Баку) — певец, народный артист Азербайджана (2005).

## Биография
Родился 10 апреля 1939 года в селе Алар Астрахан-Базарского (ныне Джалилабадского) района Азербайджана.
Азам мугама учился у выдающихся азербайджанских музыкантов, как Сеид Шушинский и Ахмед Бакиханов. Окончил Азербайджанский государственный институт искусств. 
Начал творческую деятельность в 1959 году. С 1964 года — солист Азербайджанской государственной филармонии. С 1978 года работал солистом Азербайджанского государственного концертного объединения, с 1998 года — Театра мугама под руководством И. Рзаева. 
В репертуаре важное место занимали мугамы, тэснифы, народные песни, песни композиторов Азербайджана. Записи мугама в исполнении Мустафаева хранятся в Золотом фонде Азербайджанского радио. Выступал с гастролями в странах Европы, России, Турции, Иране, арабских странах. С песнями выпущены 3 пластинки фирмы «Мелодия».
5 июля 2003 года Мустафаеву была присуждена Персональная пенсия Президента Азербайджанской Республики.
Скончался 11 июня 2020 года в Баку из-за последствий коронавирусной инфекции. Похоронен на кладбище села Алар Джалилабадского района рядом с женой и сыном.

## Фильмография
1. «Дядя Теймур» (2002)
2. «Сарван Мугама» (2002)
3. «Bitməyən ömür» («Бесконечная жизнь») (2013)